# Mezei küllő
A mezei küllő (Colaptes campestris) a madarak (Aves) osztályának harkályalakúak (Piciformes) rendjébe, ezen belül a harkályfélék (Picidae) családjába tartozó faj.

## Előfordulása
A mezei küllő fő előfordulási területe Brazília keleti felén, Bolíviában, Paraguayban, Uruguayban és Argentína északkeleti részén van. Egyéb, kisebb állományai találhatók az észak-brazíliai Amapában és Suriname déli részén. Az elterjedési területén közönségesnek és gyakorinak számít; tehát nincs veszélyeztetve.

## Megjelenése
Élénk színezetű madár, melynek háti része és szárnyainak külső fele barna, fehéres-sárgás mintázattal, és hasi része fehéres-sárga barna mintázattal. A begye, nyaka, tarkója és pofái élénk sárga színűek. A feje teteje és a torka feketék. A Colaptes campestroides (Malherbe, 1849) nagyon hasonlít rá, azonban a torka fehér; sokáig a mezei küllő alfajána vélték.

## Életmódja
Ez a küllőfaj főleg a nyílt térségeket és a ligeterdőket kedveli. Habár fákon és bokrokon is látható, ez a harkályféle azon fajok közé tartozik, melyek életük nagy részét a talajon töltik.

## Szaporodása
Fészkét faodvakba, termeszvárakba vagy meredek partszakaszokba készíti.

## Képek

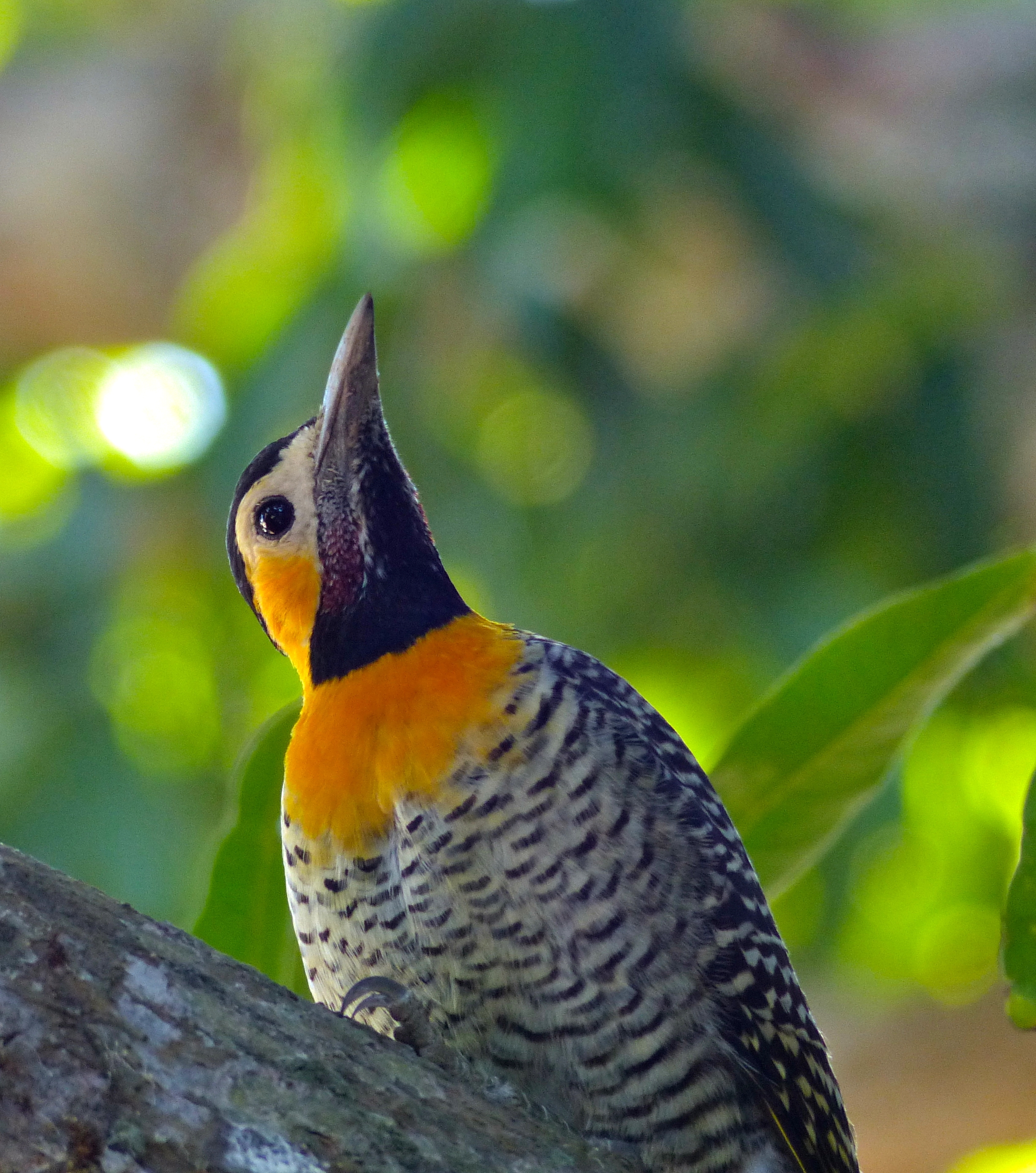
Hím szemből
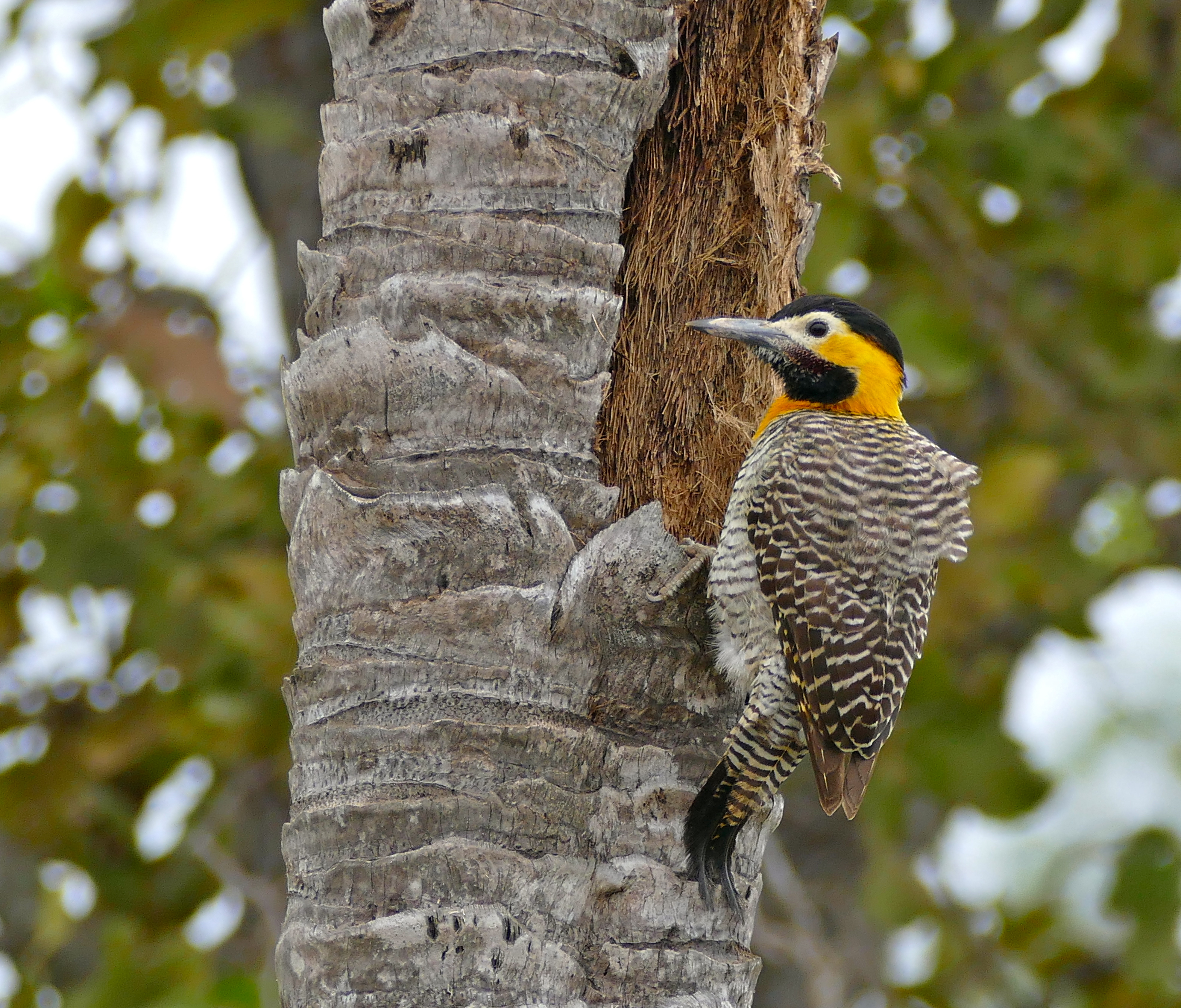
és hátulról
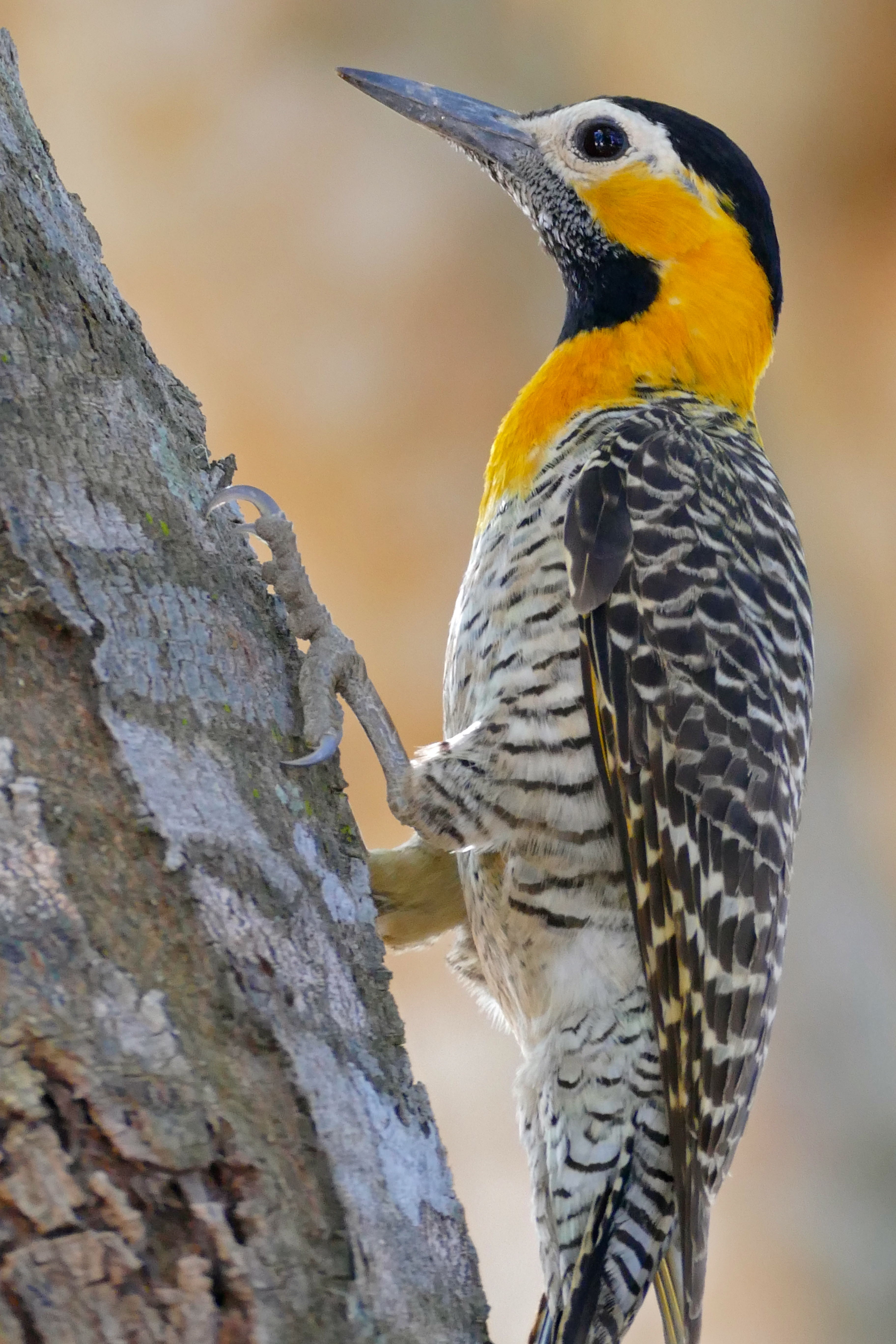
A tojó
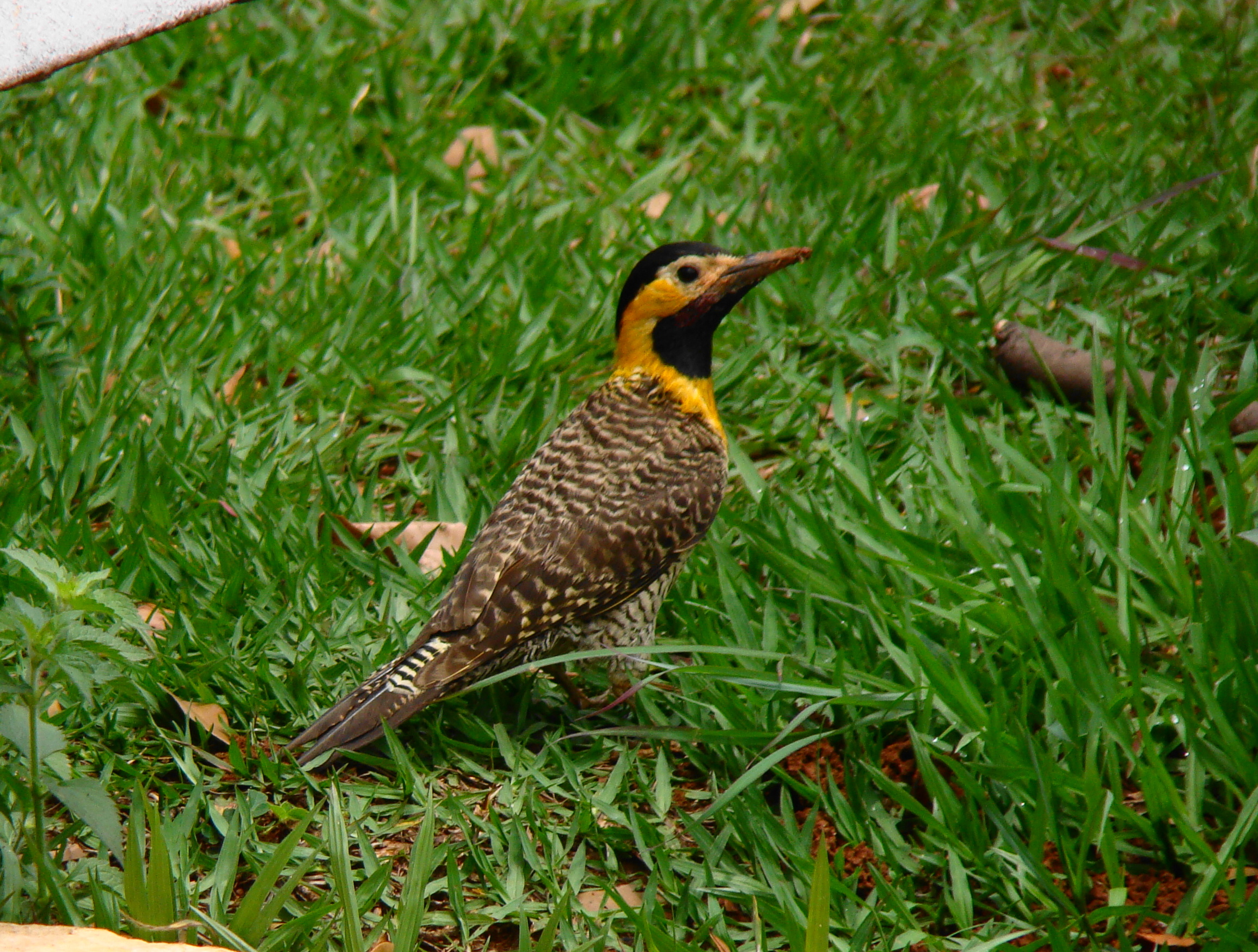
A talajon
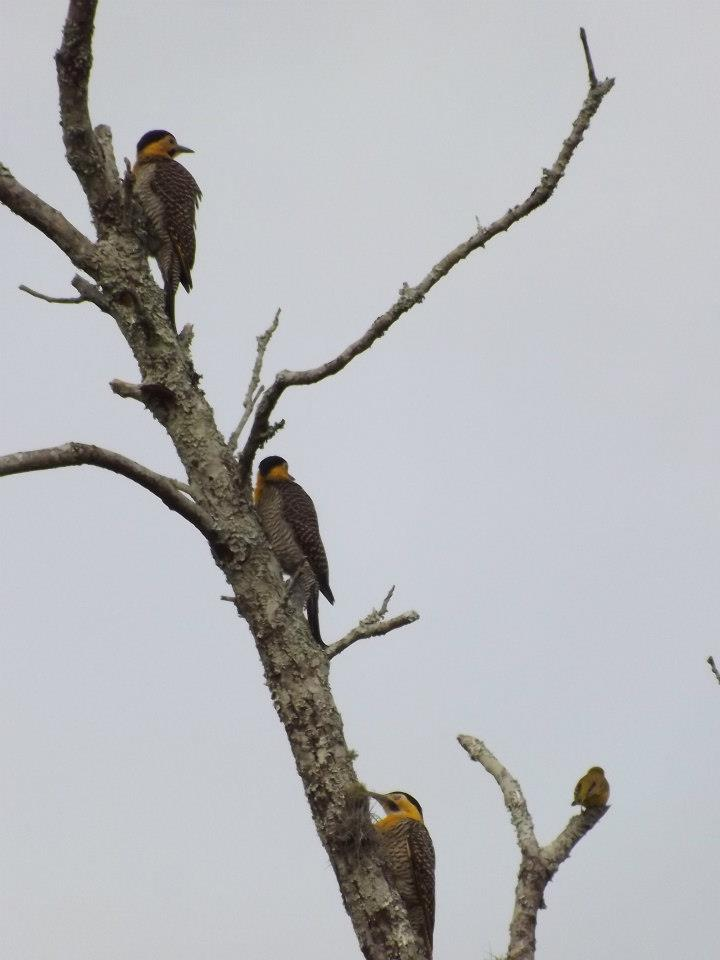
és családban

## Fordítás
- Ez a szócikk részben vagy egészben  a   Campo flicker című angol Wikipédia-szócikk ezen változatának fordításán alapul.  Az eredeti cikk szerkesztőit annak laptörténete sorolja fel. Ez a jelzés csupán a megfogalmazás eredetét és a szerzői jogokat jelzi, nem szolgál a cikkben szereplő információk forrásmegjelöléseként.